# Сварка (серіал)
Сварка (англ. Beef) — американський серіал 2023 року, знятий корейським режисером Лі Сон Цзінем для Netflix. В головних ролях Стівен Йон та Алі Вон, чиї персонажі ледь не зіткнулися автомобілями, через що розпочалося їхнє протистояння.

## Сюжет
У центрі сюжету опиняються двоє незнайомців, які дозволяють інциденту, пов'язаному з агресивною поведінкою на дорозі, проникнути в їхні життя.
Невдаха-підрядник Денні Чо ледь не стикнувся автомобілем з авто успішної підприємиці Емі Лау, яка всього домоглася сама. Через це розпочалося їхнє протистояння. Найпростіший конфлікт на дорозі стає справжньою війною між автолюбителями та перевертає їхні життя з ніг на голову. Вони стають одержимими одне одним, що дуже сильно позначається на їхніх стосунках з людьми довкола.

## В ролях
В головних ролях:
- Стівен Йон (Денні Чо)
- Алі Вон (Емі Лау)
- Джозеф Лі (Джордж Накаї, чоловік Емі Лау)
- Янґ Мазіно (Пол Чо, молодший брат Денні)
- Девід Чоу (Ісаак Чо, кузин Денні та Пола)
- Патті Ясутаке (Фумі Накаї, мати Джорджа, свекруха Емі Лау)

## Виробництво
Всі серії було випущено на Netflix 6 квітня 2023.

## Критика
Критики схвально оцінили гру Йона та Вон, а також сценарій та режисуру.